# Berdeniella unispinosa
Berdeniella unispinosa és una espècie d'insecte dípter pertanyent a la família dels psicòdids que es troba a Europa, incloent-hi Eslovàquia i Txèquia.